# Lukas Nelson
Lukas Nelson (Estados Unidos; 25 de diciembre de 1988) es un músico estadounidense, hijo de Willie Nelson y líder del grupo "Promise of the Real". El grupo incluye a Anthony Logerto (batería), Corey McCormick (bajo) y Tato Melgar (percusión).

## Biografía
Lukas Austry Nelson se trasladó a Los Ángeles en 2007 para acudir a la Universidad Loyola Marymount. A comienzos del año siguiente, conoció al baterista Anthony Logerfo en un concierto de Neil Young y comenzaron a tocar juntos en Seal Beach, California. En octubre del mismo año, abandonó la Universidad para comenzar una carrera musical como su padre. Para ello, formó el grupo Promise of the Real con Logerfo, Tato Melgar (percusión) y Merlyn Kelly (bajista).
El grupo ofreció sus primeros conciertos en el otoño de 2008 y publicó el EP Live Beginnings para pagar los costes de la gira. El álbum incluyó canciones en directo grabadas en Solana Beach, California. En enero de 2009, el grupo comenzó una gira de nueve conciertos teloneando a Willie Nelson, con cinco paradas en el Fillmore de San Francisco, y teloneó a BB King durante dos semanas, con conciertos en Colorado y Nebraska. 
En abril de 2009, publicaron su primer EP de estudio, titulado Brando's Paradise Sessions. Su hermano Micah diseñó la portada del álbum y realizó dibujos para el escenario. Poco después, el bajista Merlyn Kelly abandonó el grupo para emprender otras actividades y fue sustituido temporalmente por John Avila, antes de reemplazado por Corey McCormick. En diciembre de 2010, publicaron el LP Promise of the Real, grabado en los Pedernales Studios de Austin, Texas, en marzo de ese año. El álbum fue un homenaje a dos de las influencias musicales de Nelson, Jimi Hendrix y Neil Young, con versiones de «Pali Gap», «Hey Baby» y «LA». El álbum también incluyó una versión de «Peaceful Solution», coescrita entre Lukas y su padre Willie. La tía de Lukas, Bobbie Nelson, tocó el piano en «Fathers and Mothers».
Lukas promocionó Promise of the Real con una extensa gira por Estados Unidos en 2011, con apariciones en festivales como Stagecoach, Farm Aid, Bridge School Benefit y Country Throwdown Tour. Además, participaron en programas de televisión como The Tonight Show, Jimmy Kimmel Live! y Late Show with David Letterman.
En abril de 2012, publicaron su segundo álbum de estudio, Wasted, seguido de otra gira que comenzó el 6 de abril en el Antone's Nightclub de Austin. El 1 de mayo de ese año, Live Nation anunció que Lukas y Promise of the Real actuarían como teloneros de John Fogerty en su gira durante septiembre de 2012.

## Discografía
Álbumes de estudio
| Álbum                              | Publicación             |
| ---------------------------------- | ----------------------- |
| Promise of the Real                | 21 de diciembre de 2010 |
| Wasted                             | 3 de abril de 2012      |
| Turn off the news (Build a garden) | 14 de junio de 2019     |

EP
| Álbum                         | Publicación   |
| ----------------------------- | ------------- |
| Brando's Paradise Sessions EP | Junio de 2009 |

Álbumes en directo
| Álbum           | Publicación       |
| --------------- | ----------------- |
| Live Beginnings | Octubre de 2008   |
| Live Endings    | Diciembre de 2012 |